# Nezha Bidouane
Nezha Bidouane (Rabat, 18 de setembro de 1969) é uma antiga atleta marroquina, especialista na prova de 400 metros com barreiras. A sua melhor marca nesta prova, obtida nos Campeonatos do Mundo de Sevilha no ano de 1999, é de 52'90". Em 1997, tornou-se na primeira mulher marroquina a ser campeã do mundo, feito que haveria de repetir em 2001.